# Dawu (Xiaogan)
Dawu (chiń. upr. 大悟县; chiń. trad. 大悟縣; pinyin Dàwù Xiàn) – powiat w północno-wschodniej części prefektury miejskiej Xiaogan w prowincji Hubei w Chińskiej Republice Ludowej. Liczba mieszkańców powiatu w 2010 roku wynosiła 614902.